# Cees Priem
Cornelis Johannes Priem, detto Cees (Ovezande, 27 ottobre 1950), è un ex ciclista su strada olandese, professionista dal 1973 al 1987. In carriera vinse due tappe al Tour de France e due alla Vuelta a España.

## Palmarès
- 1971 (dilettanti)

Classifica generale Olympia's Tour
2ª tappa Österreich-Rundfahrt (Wels > Salisburgo)
3ª tappa Österreich-Rundfahrt (Salisburgo > Innsbruck)
6ª tappa Österreich-Rundfahrt (Klagenfurt > Graz)
- 1972 (dilettanti)

Classifica generale Circuit de Saône-et-Loire
8ª tappa Tour de l'Avenir (Les Rousses, cronometro)
6ª tappa Tour of Britain (Llandudno > New Brighton)
- 1973 (Frisol, due vittorie)

2ª tappa Olympia's Tour (Amsterdam > Dongen)
Ster van Zwolle
- 1974 (Frisol, due vittorie)

2ª tappa Tour de Romandie (Evolène > Villars-Sainte-Croix)
Campionati olandesi, Prova in linea
- 1975 (Frisol, due vittorie)

Dwars door België
1ª tappa, 1ª semitappa Tour de France (Charleroi > Molenbeek)
- 1976 (Frisol, una vittoria)

14ª tappa Vuelta a España (Paredes de Nava > Gijón)
- 1977 (Frisol, una vittoria)

10ª tappa Vuelta a España (Salou > Barcellona)
- 1978 (TI-Raleigh, due vittorie)

2ª tappa Giro del Belgio (Waarschoot > Mol)
3ª tappa Giro dei Paesi Bassi (Heesch > Maastricht)
- 1979 (TI-Raleigh, una vittoria)

1ª tappa Tour Méditerranéen (Perpignano > Narbonne)
- 1980 (TI-Raleigh, una vittoria)

10ª tappa Tour de France (Rochefort > Bordeaux)
- 1982 (TI-Raleigh, due vittorie)

1ª tappa Étoile de Bessèges (Waarschoot > Mol)
Classifica generale Étoile de Bessèges (Deaux > Deaux)
- 1983 (TI-Raleigh, una vittoria)

Classifica generale Driedaagse De Panne - Koksijde
- 1984 (Kwantum Hallen, una vittoria)

Grote Prijs Stad Vilvoorde

### Altri successi
- 1971 (dilettanti)

Ronde van de Molen
Ronde van Achterhoek
's Gravenpolder
- 1972 (dilettanti)

Classifica a punti Tour de l'Avenir
2ª tappa Tour of Britain (Swindon > Tewkesbury, cronosquadre)
- 1973 (Frisol)

Criterium di Wemeldinge
Criterium di Aerdt
- 1974 (Frisol)

Ronde van Gelderland
- 1976 (Frisol)

Criterium di Grave
- 1977 (Frisol)

's Gravenpolder
- 1978 (TI-Raleigh)

Criterium di Heerhugowaard
Criterium di Assebroek
- 1979 (TI-Raleigh)

Criterium di Eindhoven
's Gravenpolder
Criterium di Oost-Souburg
- 1980 (TI-Raleigh)

Criterium di Axel
Profronde van Tiel
Ronde van Made
- 1981 (TI-Raleigh)

Criterium di Geleen
Criterium di Kwadendamme
Spektakel van Steenwijk
Criterium di Thorn
1ª tappa, 2ª semitappa Tour de France (Nizza, cronosquadre)
4ª tappa Tour de France (Narbonne > Carcassonne, cronosquadre)
- 1982 (TI-Raleigh)

Criterium di Hansweert
Criterium di Kamerik
- 1983 (TI-Raleigh)

Criterium di Regenboogkoers
- 1984 (Kwantum Hallen)

Criterium di Leiden
- 1986 (Kwantum Hallen)

Criterium di Donostia/San Sebastián
- 1987 (Superconfex-Yoko)

Criterium di Hansweert

## Piazzamenti

### Grandi Giri
- Tour de France

1974: ritirato (4ª tappa)
1975: ritirato (13ª tappa)
1980: ritirato (13ª tappa)
1981: ritirato (14ª tappa)
1986: ritirato (12ª tappa)
- Vuelta a España

1977: 32º
1977: non partito (12ª tappa)

### Classiche monumento
- Milano-Sanremo

1977: 143º
1978: 110º
1980: 88º
- Giro delle Fiandre

1980: 31º
1987: 73º
- Parigi-Roubaix

1977: 23º
1978: 25º

### Competizioni mondiali
- Campionati del mondo

Montréal 1974 - In linea Professionisti: ritirato
Yvoir 1975 - In linea Professionisti: ritirato
Ostuni 1976 - In linea Professionisti: ritirato
San Cristóbal 1977 - In linea Professionisti: ritirato
Nürburgring 1978 - In linea Professionisti: ritirato
Valkenburg 1979 - In linea Professionisti: ritirato
Sallanches 1980 - In linea Professionisti: ritirato